# پاتاگونی‌پنجه
پاتاگونیکوس (نام علمی: Patagonykus) نام یک سرده از شاخه طنابداران است.